# Ludomki
Ludomki – wieś w Polsce, w województwie wielkopolskim, w powiecie obornickim, w gminie Ryczywół, w pobliżu trasy drogi wojewódzkiej nr 178.
Do 2023 miejscowość była częścią wsi Ludomy.
W latach 1975–1998 Ludomki administracyjnie należały do województwa pilskiego.